# Эйвери, Мэри Эллен
Мэри Эллен Эйвери (англ. Mary Ellen Avery, 6 мая 1927 — 4 декабря 2011) — американский педиатр, также известная как Мел. В 1950-х годах новаторские исследования Эйвери помогли открыть главную причину респираторного дистресс-синдрома (РДС) у недоношенных детей: её определение сурфактанта привело к разработке заместительной терапии для недоношенных детей и спасло более 830 000 жизней. В 1991 году президент Джордж Х. В. Буш наградил Эйвери Национальной медалью науки за её работу по RDS.

## Биография
Мэри Эллен Эйвери родилась 6 мая 1927 года в Камдене, штат Нью-Джерси. Её отец владел производственной компанией в Филадельфии, а мать была проректором средней школы в Ньюарке, штат Нью-Джерси. Родители Эйвери переехали в Мурстаун, штат Нью-Джерси, когда родилась её старшая сестра. Это были 1930-е годы, и её отец нуждался в финансировании. Он был заинтересован в производстве изделий из хлопка, поэтому взял ссуду в размере 2000 долларов и открыл свою компанию в Нью-Джерси, которая позже переехала в Нью-Йорк. Хотя семья Эйвери испытывала в те времена финансовые трудности, у неё были приятные воспоминания о детстве. В детстве Эйвери читала отцу информацию о фондовом рынке, так как он не умел читать. Её родители подчеркнули важность образования, и чтение стало большим хобби Эйвери.
Первым источником вдохновения Мэри была педиатр Эмили Бэкон, профессор педиатрии в Женском медицинском колледже. Бэкон была ближайшей соседкой Эйвери, и часто навещала её. Эйвери восхищалась Бэконом, так как она показала Эйвери первого недоношенного ребёнка. «Она была любезна со мной, и я считал её жизнь более захватывающей и значимой, чем у большинства женщин, которых я знала», — вспоминает Эйвери. Одинокий, карьерный образ жизни Бэкон вдохновлял Эйвери, и она хотела вести такую жизнь.
Эйвери вышла на пенсию в конце 1990-х и стремилась помочь «матерям мира, разделяющим общее дело, чтобы жизнь их детей была хорошей». Мэри Эллен Эйвери умерла 4 декабря 2011 года в возрасте 84 лет в Уэлсли, штат Массачусетс.

## Образование
Желание родителей Эйвери дать образование своим детям привела к тому, что Эйвери и её старшая сестра пошли в частную школу Moorestown Friends School в Мурстауне, штат Нью-Джерси. В то время Эйвери была недостаточно взрослой, чтобы посещать школу, поэтому её мать работала над изменением правил. Эйвери смогла начать свое образование раньше, чем другие. Она успешно училась в школе и даже сдала экстерном седьмой класс. Эйвери и её сестра первыми в семье поступили в колледж. Она продолжала учиться в Уитон-колледже, а её сестра закончила колледж для женщин Нью-Джерси. В 1948 году Мэри Эллен Эйвери с отличием окончила Уитон-колледж по специальности химия и продолжила получать медицинскую степень в Медицинской школе Университета Джонса Хопкинса, где в 1952 году была одной из четырёх женщин в классе из 90 человек. Эмили Бэкон посещала школу Джонса Хопкинса, и это было огромной мотивацией для Эйвери поступить в неё. Во время дискриминации Эйвери знала, что ей нужно вселить в себя уверенность. Однажды она заявила: «Я знаю столько, сколько вы знаете. Я училась в лучшей школе, в которую могла попасть». За время учёбы в Медицинской школе у Эйвери появилось несколько наставников, среди которых были доктор Хелен Тауссиг и доктор Харриет Гилд. Эйвери, всего лишь одна из четырёх женщин, привлекала внимание своих наставников. Вскоре после окончания учёбы у доктора Эйвери был диагностирован туберкулез. Отдых и лекарства вылечили бы её, но она придерживалась режима по-своему. Как только она поняла, что у неё нет никаких симптомов, она решила поехать в Европу с другом. «Я упаковала один чемодан лекарств, другой чемодан — с одеждой, я провела три месяца в Европе по режиму, который запрограммировала для себя», — сказал Эйвери. «Этот режим состоял из: 12 часов в постели каждую ночь, а в дневное время- долгие прогулки, на которых я рассматривала экспонаты и развлекалась, не было ни какого напряжения».

## Карьера
Эйвери вернулась к Джонсу Хопкинсу для прохождения стажировки, а затем переехала в Бостон в 1957 году на исследовательскую стажировку в области педиатрии в Гарвардской медицинской школе. В Гарварде доктор Эйвери сделала важное открытие, сравнивая легкие младенцев, умерших от RDS, с лёгкими здоровых животных. «Это все потому, что у них было что-то, в чём они не нуждались до рождения, потому что они не использовали свои лёгкие для вентиляции до рождения. Но после рождения, без этого, они не могли прожить больше дня или двух.» То, что она нашла, было пенистым веществом, которое, как она решила, должно сыграть решающую роль. Наблюдение доктора Эйвери легло в основу революционной статьи, опубликованной в Американском журнале болезней детей в 1959 году. К 1995 году в США из-за RDS регистрировалось 1460 младенческих смертей в год, по сравнению с почти 10 тысячами случавшимися двадцать пять лет назад.
В 1960 году Эйвери стала доцентом педиатрии в Университете Джонса Хопкинса и педиатром, отвечающим за новорождённых. В 1969 году она была назначена главным врачом Монреальской детской больницы, став первой женщиной, занявшей эту должность. В то же время она была назначена профессором и первой женщиной , заведующей кафедрой педиатрии в Университете Макгилла. В Монреале Эйвери назначил педиатрическую помощь для инуитов восточной Арктики и педиатрическое образование для медицинской школы в Найроби. В 1974 году доктор Эйвери поступил на факультет Гарвардской медицинской школы в качестве профессора педиатрии. Она была первой женщиной, которая возглавила клиническое отделение в Гарвардской медицинской школе. В том же году она стала первой женщиной, назначенной главным врачом Детской больницы Бостона, где она оставалась на этом посту до 1985 года. В это время для Эйвери было важно продвигать фундаментальные и прикладные исследования Бостона в области педиатрии. Она смогла повлиять на многих женщин, повлияв на их выбор карьеры именно в педиатрии, и снизила процент неонатальных смертей. После ухода с поста Эйвери вместе с ЮНИСЕФ она побывала во многих странах, продвигая пероральную регидратационную терапию и вакцинацию от полиомиелита.
В 1990-91 доктор Эйвери стал первым педиатром, который возглавил Американское педиатрическое общество. Она принимала участие в оказании медицинской помощи детям во всем мире как активный член ЮНИСЕФ.

## Награды и почести
- 1968 Премия Э. Мида Джонсона за педиатрические исследования
- Член Американской академии искусств и наук 1973 г.[9]
- 1984 Медаль Трюдо от Американской ассоциации лёгких
- 1991 Национальная медаль науки за вклад в понимание и лечение респираторного дистресс-синдрома. Премия назвала Эйвери одним из основоположников неонатальной интенсивной терапии и «главным сторонником улучшения доступа к медицинской помощи для всех недоношенных и больных младенцев».
- 1994 Член Национальной Академии Наук.
- 2005 Премия Джона Хауленда